# József Moravetz
József Moravetz (14 gennaio 1911 – 16 febbraio 1990) è stato un calciatore rumeno, di ruolo centrocampista.